# Ouratea bipartita
Ouratea bipartita är en tvåhjärtbladig växtart som beskrevs av C. Sastre. Ouratea bipartita ingår i släktet Ouratea och familjen Ochnaceae. Inga underarter finns listade i Catalogue of Life.